# 小雷蒙德·戴维斯
小雷蒙德·“雷”·戴維斯（英語：Raymond "Ray" Davis, Jr.，1914年10月14日—2006年5月31日），美国物理學家、化學家，戴維斯、小柴昌俊與里卡尔多·贾科尼，共同獲頒2002年諾貝爾物理學獎，戴維斯與小柴昌俊因「在天體物理學中的開創性貢獻，特別是探測宇宙中微子」共享一半獎金、另一半頒給里卡尔多·贾科尼。